# Mawu Sogbla
Mawu Sogbla je bog nevihte in bliska pri Evejcih v Beninu, Gani in Togu.
Mawu Sogbla je bil prvotno bog neba Mawu, pozneje pa tudi sin oziroma mož Mawu Sodze. Podoben je kovaču.